# École de la faune et des aires protégées
Ne pas confondre avec la désignation ancienne de l’école française des attachés de presse, désormais École des métiers de la communication toujours connue sous le sigle EFAP.
L'École de la faune et des aires protégées (ou EFAP) est un établissement public d'enseignement professionnel situé à Bouaflé en Côte d'Ivoire.

## Présentation
L'EFAP a été créée en 1979 sous le nom « École forestière de Bouaflé ». Il s'agit d'un des principaux organismes de formation agricole et rurale de Côte d'Ivoire. L'établissement est désormais l'une des composantes de l'Institut national de formation professionnelle agricole (INFPA).
L'EFAP forme des agents techniques ainsi que des officiers et des sous-officiers et les prépare à un concours annuel qui permet d'intégrer l'administration forestière du pays. Toutefois, ce concours est suspendu depuis 2010.